# C11orf91
C11orf91 (англ. Chromosome 11 open reading frame 91) – білок, який кодується однойменним геном, розташованим у людей на 11-й хромосомі. Довжина поліпептидного ланцюга білка становить 193 амінокислот, а молекулярна маса — 20 547.
| 10         |  | 20         |  | 30         |  | 40         |  | 50         |
| ---------- |  | ---------- |  | ---------- |  | ---------- |  | ---------- |
| MPKGRRGSHS |  | PTMSQRSAPP |  | LYFPSLYDRG |  | ISSSPLSDFN |  | IWKKLFVPLK |
| AGGAPVGGAA |  | GARSLSQALP |  | APAPPPPPPP |  | GLGPSSERPW |  | PSPWPSGLAS |
| IPYEPLRFFY |  | SPPPGPEVVA |  | SPLVPCPSTP |  | RLASASHPEE |  | LCELEIRIKE |
| LELLTITGDG |  | FDSQSYTFLK |  | ALKDEKLQGL |  | KTKQPGKKSA |  | SLS        |

A: Аланін

C: Цистеїн

D: Аспарагінова кислота

E: Глутамінова кислота

F: Фенілаланін

G: Гліцин

H: Гістидин

I: Ізолейцин

K: Лізин

L: Лейцин

M: Метіонін

N: Аспарагін

P: Пролін

Q: Глутамін

R: Аргінін

S: Серин

T: Треонін

V: Валін

W: Триптофан

Задіяний у такому біологічному процесі, як альтернативний сплайсинг. 